# Guiera senegalensis
Guiera senegalensis là một loài thực vật có hoa trong họ Trâm bầu. Loài này được Johann Friedrich Gmelin mô tả khoa học đầu tiên năm 1791. Nó cũng là loài duy nhất hiện được công nhận của chi Guiera.

## Phân bố
Loài này là bản địa miền tây châu Phi nhiệt đới tới Sudan, bao gồm Benin, Bờ Biển Ngà, Burkina, Cameroon, Chad, Cộng hòa Trung Phi, Gambia, Guinea, Guinea-Bissau, Mali, Mauritania, Niger, Nigeria, Senegal, Sudan.